# Val d'Ille U Classic 2013
La Val d'Ille U Classic 2013, tredicesima edizione della corsa e valida come evento del circuito UCI Europe Tour 2013 categoria 1.1, si tenne il 31 marzo 2013 su un percorso di 190,7 km. Fu vinta dal francese Nacer Bouhanni, giunto al traguardo con il tempo di 4h37'53" alla media di 41,17 km/h.
All'arrivo 115 ciclisti completarono il percorso.

## Squadre e corridori partecipanti
| N.    | Cod. | Squadra                      |
| ----- | ---- | ---------------------------- |
| 1-8   | BSE  | Bretagne-Séché Environnement |
| 11-18 | COF  | Cofidis, Solutions Credits   |
| 21-28 | FDJ  | FDJ                          |
| 31-38 | EUC  | Team Europcar                |
| 41-47 | ALM  | AG2R La Mondiale             |
| 51-58 | SOJ  | Sojasun                      |
| 61-68 | BIG  | BigMat-Auber 93              |
| 71-78 | LPM  | La Pomme Marseille           |
| 81-88 | RLM  | Roubaix-Lille Metropole      |

| N.      | Cod. | Squadra                      |
| ------- | ---- | ---------------------------- |
| 91-98   | IAM  | IAM Cycling                  |
| 101-108 | AND  | Androni Giocattoli-Venezuela |
| 111-116 | COL  | Colombia                     |
| 121-127 | RVL  | RusVelo                      |
| 131-138 | TNN  | Team Novo Nordisk            |
| 141-148 | DOL  | Doltcini-Flanders            |
| 151-158 | BGT  | Bridgestone-Anchor           |
| 161-168 | NSP  | NSP-Ghost                    |

## Ordine d'arrivo (Top 10)
| Pos. | Corridore           | Squadra        | Tempo    |
| ---- | ------------------- | -------------- | -------- |
| 1    | Nacer Bouhanni      | FDJ            | 4h37'53" |
| 2    | Bryan Coquard       | Europcar       | s.t.     |
| 3    | Jaŭhen Hutarovič    | AG2R La Mond.  | s.t.     |
| 4    | Benjamin Giraud     | La Pomme Mar.  | s.t.     |
| 5    | Clément Koretzky    | Bretagne-Séché | s.t.     |
| 6    | Justin Jules        | La Pomme Mar.  | s.t.     |
| 7    | Pirmin Lang         | IAM Cycling    | s.t.     |
| 8    | Laurent Pichon      | FDJ            | s.t.     |
| 9    | Maxime Le Montagner | Roubaix        | s.t.     |
| 10   | Erwann Corbel       | Bretagne-Séché | s.t.     |